# یانگ چنگ‌فو
یانگ چنگ فو (به چینی: 杨澄甫)
یا یانگ جآو چینگ، ملقب به چنگ فو یا «پسر سوم»، در سال ۱۸۸۳ به دنیا آمد و در سال ۱۹۳۶ چشم از دنیا فروبست. 
او در کودکی تحت آموزش پدرش، یانگ جیان هو، قرار گرفت. در دوران جوانی او در راه مطالعهٔ دقیق تای چی کوشش خستگی ناپذیری داشت و در زمستان و تابستان به سختی تمرین می‌کرد و مهارت او روز به روز بیشتر و بیشتر می‌شد. در نهایت او تبدیل به رزمی کاری مشهور گردید. در پاسخ به تغییرات جامعهٔ زمان خود و برآورده ساختن نیازهای آن مطابق شرایط زمانه، یانگ چنگ فو با قالب متوسط (Middle Frame) پدر خود کار را آغاز نمود و به مرور تغییرات بیشتری در آن اعمال نمود. او به تدریج قالب بزرگ (Large Frame) خاندان یانگ را بنیان نهاد که امروزه به گسترده‌ترین شکل در سبک خاندان یانگ تبدیل گشته است. حرکات قالب بزرگی که یانگ چنگ فو نزدیک به سال‌های پایانی عمر خود ایجاد نمود، با طراحی دقیق در ساختار، زیبا، رها، آهسته و جاری است و در عین حال جنبه‌های رزمی آن حفظ شده‌است. ساختارآن متمرکز و دقیق است که هم راستایی بدن درحرکات حفظ می‌گردد. حرکات نرم و جاری هستند و با سرعتی یکنواخت اجرا می‌شوند. ترکیبی از سختی و نرمی، سبکی و سنگینی در آن حاضر است.
تمامی این خصوصیات و مشخصه‌ها، آن را به فرم نمایندهٔ تای چی چوآن سبک یانگ تبدیل کرده‌است و الگویی برای تمامی افرادی می‌باشد که قدم در راه مطالعهٔ سبک خاندان یانگ می‌گذارند. فرمی که یانگ چنگ فو بنیان نهاده است را می‌توان در هر کدام از حالات استقرار بالا، حد میانی و پایین اجرا نمود. بنابراین، میزان دشواری آن را می‌توان بر حسب شرایط و توانمندیهای شخص تنظیم نمود. این فرم جنبه‌های رزمی حمله و دفاع را در خود حفظ کرده و برای تقویت بدن، ارتقا سلامتی و درمان بیماری مناسب می‌باشد. بدین سبب است که طیف وسیعی از تای چی کاران بدان علاقهٔ وافری دارند.